# 36 Весов
36 Весов (лат. 36 Librae, HD 138688) — одиночная звезда в созвездии Весов на расстоянии приблизительно 449 световых лет (около 138 парсеков) от Солнца. Видимая звёздная величина звезды — +5,138m.

## Характеристики
36 Весов — оранжевый гигант спектрального класса K2/3III. Радиус — около 15,33 солнечных, светимость — около 140,49 солнечных. Эффективная температура — около 4220 К.